# El imperio del sol (novela)
El imperio del sol es una novela escrita por J. G. Ballard en 1984. Fue ganadora del premio James Tait Black Memorial y finalista al premio Booker, ambos galardones de la literatura de habla inglesa. Al igual que el anterior relato del autor («El tiempo de los muertos» —publicado en la antología Mitos del futuro próximo—), es una obra fundamentalmente de ficción, pero se inspira en gran medida en las experiencias de Ballard durante la Segunda Guerra Mundial. El nombre de la novela tiene su origen en la etimología del nombre de Japón.
Ballard más tarde escribiría en su autobiografía Milagros de vida sobre la realización de la película basada en El imperio del sol y sobre las experiencias que vivió en China cuando era niño.

## Argumento
La novela cuenta la historia de un niño británico, Jamie «Jim» Graham (llamado así por los dos primeros nombres del escritor: James Graham), que vive con sus padres en Shanghái. Después del ataque de Pearl Harbor, Japón ocupa el Asentamiento internacional de Shanghái, y en el consiguiente caos, Jim se encuentra de pronto separado de sus padres. 
Pasa algún tiempo en casas abandonadas sobreviviendo gracias a restos de alimentos envasados, pero al agotársele el suministro de comida decide entregarse al ejército japonés. Finalmente es internado en el campo de prisioneros de Lunghua (Lunghua Civilian Assembly Center).
Aunque los japoneses son sus enemigos «oficiales», Jim se identifica de algún modo con ellos, porque adora a los pilotos con sus espléndidas máquinas y porque siente que Lunghua es, comparado con los demás lugares, un sitio más seguro para él. 
Hacia el final de la guerra, con la derrota del ejército japonés, la comida empieza a escasear. Jim, rodeado de personas que mueren de hambre, apenas sobrevive. Los prisioneros del campo son obligados a marchar a Nantao, viaje en el que muchos mueren. Entonces el protagonista abandona la marcha y escapa de la hambruna gracias a las entregas aéreas en paracaídas de los bombarderos norteamericanos. Finalmente, vuelve a Lunghua, donde encuentra al doctor Ransome —un amigo a quien conoció cuando era prisionero—, y regresa a su antigua casa con sus padres.

## Adaptación al cine
Tom Stoppard escribió un guion basado en la novela de Ballard para una película que fue dirigida por Steven Spielberg y estrenada en 1987 con el mismo título que el libro. La película, protagonizada por un Christian Bale de trece años, así como por John Malkovich y Miranda Richardson recibió la aclamación de la crítica y seis nominaciones a los premios Óscar. No ganó ninguno de esos seis premios pero fue ganadora de tres premios BAFTA (al mejor sonido, mejor fotografía y mejor música original). Cuenta además con una aparición breve de Ben Stiller, que por aquel entonces tenía 21 años.